# Thomas (Vorname)
Thomas ist ein männlicher Vorname.

## Herkunft und Bedeutung
Beim Namen Thomas, altgriechisch Θωμᾶς Thōmâs, handelt es sich um eine gräzisierte Form des aramäischen תְּאוֹמָא təʾōmāʾ „Zwilling“. Ursprünglich handelte es sich beim Namen um ein Epitheton, das sich erst in christlicher Tradition zu einem Eigennamen entwickelte.

## Verbreitung
Durch den Apostel Thomas, der nach christlicher Tradition als Märtyrer in Indien starb, breitete sich der Name in der christlichen Welt aus. Bis heute erfreut er sich international großer Beliebtheit.
Der Name Thomas [tɔ.ˈma] wurde in Frankreich zu Beginn des 20. Jahrhunderts nur gelegentlich vergeben. Nachdem der Name im Jahr 1970 in die Top-100 der Vornamenscharts aufstieg, gewann er weiter an Popularität. 14 Jahre später erreichte er die Hitliste der 10 meistgewählten Jungennamen, die er erst im Jahr 2009 wieder verließ. Von 1996 bis 2001 stand Thomas an der Spitze der Vornamenscharts. In den 2010er Jahren sank die Popularität des Namens, sodass er im Jahr 2022 mit Rang 103 erstmals nach Eintritt die Top-100 der Vornamenscharts verließ.
In Belgien stand Thomas bis ins Jahr 2003 an der Spitze der Vornamenscharts. Anschließend sank seine Popularität. Neun Jahre nach seiner letzten Spitzenplatzierung verließ der Name die Top-10 der Vornamenscharts. Im Jahr 2022 fand sich Thomas mit Rang 101 erstmals nicht unter den 100 meistgewählten Jungennamen des Landes.
In den Niederlanden lag Thomas [ˈtoː.mɑs] von 1930 bis zum Ende der 1970er Jahre zwischen den Top-50 und 100. Seit den 1980er Jahren befindet er sich in den Top-50 der Vornamenscharts, von 1986 bis 2011 zählte er sogar zu den Top-10. Seinen letzten 1. Platz belegte er im Jahr 2003. Zwischen 1930 und 2022 wurde er rund 48.100 Mal vergeben. Zuletzt stand der Name auf Rang 26 der Hitliste (Stand: 2023).
Thomas hat sich in Italien unter den 50 beliebtesten Jungennamen etabliert. Im Jahr 2022 belegte er Rang 34 der Hitliste.
In Polen wird der Name seit dem Jahr 2000 regelmäßig vergeben, er ist jedoch nur mäßig beliebt. Außerdem ist die Vergabe in Slowenien belegt.
In Tschechien kommt Thomas seit 1968 in der Namensgebung vor, er wird zwar alljährlich gewählt, ist aber nicht sonderlich beliebt.
In Chile bewegt sich Thomas im Mittelfeld der Top-100 der Vornamenscharts. Im Jahr 2021 belegte er Rang 44 der Hitliste. Die Popularität des Namens steigt in Brasilien seit Mitte der 1970er Jahre stetig an, jedoch wird er nur selten vergeben.

### Skandinavien
In Dänemark wurde der Name Thomas erstmals im 12. Jahrhundert dokumentiert. Er gewann rasch an Beliebtheit, sodass er bereits im Mittelalter zu den 20 beliebtesten Jungennamen zählte. Bis ins ausgehende 20. Jahrhundert blieb er verbreitet. Seine Popularität sank, sodass er im Jahr 2007 die Top-50 der Vornamenscharts verließ. Wurden im Jahr 1985 noch 949 Dänen mit Namen Thomas geboren, waren es im Jahr 2021 nur noch 26 Jungen. Im Jahr 2023 trugen insgesamt 41.965 Männer und 2 Frauen den Vornamen Thomas.
Der Name Thomas wurde in Schweden erstmalig um 1200 als Vorname registriert. Besonders zwischen 1950 und 1979 erfreute er sich großer Beliebtheit. In den 1980er Jahren verließ der Name die Top-10 der Vornamenscharts, um die Jahrtausendwende schließlich auch die Hitliste der 100 beliebtesten Jungennamen. Heute sind in Schweden 62.118 Personen mit dem Vornamen Thomas registriert (Stand 7. April 2024).
In Norwegen wurde Thomas im 13. Jahrhundert erstmalig als Vorname dokumentiert. Von 1958 bis 2020 zählte er zu den 100 beliebtesten Jungennamen. Nach Eintritt in die Hitliste gewann er rasch an Popularität. Zwischen 1974 und 1990 stand er mit Ausnahme des Jahres 1978 (Rang 2) an der Spitze der Vornamenscharts. Am beliebtesten war der Name dabei im Jahr 1975, als er an 2,196 % aller neugeborenen Jungen vergeben wurde. Vor allem nach der Jahrtausendwende sank die Beliebtheit des Namens. Im Jahr 2023 erreichte er mit Rang 99 erneut eine Platzierung unter den 100 meistgewählten Jungennamen des Landes. Heute tragen 24.575 Männer in Norwegen Thomas als Teil ihres Vornamens. Bei 19.865 davon handelt es sich um den einzigen Vornamen. Darüber hinaus tragen 8 Frauen Thomas als einzigen Vornamen.

### Englischer Sprachraum
In England wurde der Name Thomas [txoːˈmɑs] von den Normannen genutzt und vor allem durch den Heiligen Thomas Becket verbreitet. Vom 13. bis ins 19. Jahrhundert zählte er zu den 5 beliebtesten englischen Jungennamen. Noch heute zählt Thomas [ˈtɒm.əs] in England und Wales zu den meistgewählten Jungennamen. Nachdem er im Jahr 2017 die Top-10 der Vornamenscharts verlassen hatte, belegte er im Jahr 2021 Rang 18 der Hitliste. In Schottland zählte Thomas bis 1964 zu den 10 beliebtesten Jungennamen. Obwohl seine Beliebtheit danach sank, hielt er sich unter den 30 meistgewählten Jungennamen. Zuletzt nahm seine Beliebtheit zu, sodass er im Jahr 2023 Rang 16 der Hitliste erreichte. Auch in Nordirland hat er sich in der Top-20 etabliert. Im Jahr 2022 erlangte er in den Vornamenscharts Rang 10.
Auch in Irland hat sich Thomas unter den 20 beliebtesten Jungennamen etabliert. Seit Beginn der Aufzeichnung im Jahr 1964 verließ er diese Hitliste lediglich im Jahr 2010 (Rang 22). Im Jahr 2023 stand er auf Rang 18 der Vornamenscharts.
Der Name Thomas [ˈtɑm.əs] verließ in den Vereinigten Staaten erst in den 1970er Jahren die Hitliste der 20 beliebtesten Jungennamen. Seinen Tiefpunkt erreichte die Popularität nach der Jahrtausendwende. Von 2006 bis 2015 verließ er die Top-50 der Vornamenscharts. Als schlechteste Platzierung erreichte er in diesem Zeitraum Rang 63. Zuletzt nahm seine Beliebtheit leicht zu, sodass sich der Name im Jahr 2022 auf Rang 45 platzierte. Gelegentlich wurde der Name auch an Frauen vergeben, konnte dort jedoch nie die Top-500 der Vornamenscharts erreichen.
Bis zu Beginn der 1960er Jahre zählte Thomas in Kanada zu den 20 beliebtesten Jungennamen. Danach sank seine Popularität, jedoch blieb der Name geläufig. Lediglich in den Jahren 2007 bis 2009 verließ er die Top-40 der Vornamenscharts. Im Jahr 2019 belegte er Rang 28. In Québec erfreut sich der Name besonderer Popularität und zählt seit 2001 zur Top-10 der Vornamenscharts (Stand: 2022). Im Jahr 2008 stand er an der Spitze der Hitliste.
Auch in Australien ist der Name Thomas populär. Seinen Tiefpunkt erreichte die Beliebtheit in den 1960er und zu Beginn der 1970er Jahre. Mit Rang 77 erreichte er seine niedrigste Platzierung im Jahr 1975. Danach nahm seine Beliebtheit wieder zu. Im Jahr 1991 erreichte er die Top-10 der Vornamenscharts und 9 Jahre später mit Rang 3 die bislang höchste Platzierung in den Vornamenscharts. Im Jahr 2022 belegte er Rang 3 der Hitliste.
Zu Beginn des 20. Jahrhunderts fand sich Thomas in Neuseeland unter den 10 beliebtesten Jungennamen. Nachdem der Name im Jahr 1929 diese Hitliste verlassen hatte, sank seine Popularität und erreichte ihren Tiefpunkt um das Jahr 1970. Als niedrigste Platzierung erreichte der Name in den Jahren 1968 und 1969 in den Vornamenscharts Rang 36. Ab der Mitte der 1970er Jahre nahm die Beliebtheit des Namens wieder zu, sodass er im Jahr 1990 wieder die Top-10 erreichte. Erst 14 Jahre später verließ er diese Liste erstmals wieder. Im Jahr 2023 belegte Thomas Rang 18 der Hitliste.

### Deutscher Sprachraum
In Österreich zählte Thomas bis zur Jahrtausendwende zu den 10 beliebtesten Jungennamen. Im Jahr 2001 verließ er diese Hitliste und verlor an Popularität. Seit 2016 zählt der Name auch nicht mehr zur Top-50 der Vornamenscharts, jedoch hielt er sich in der Top-100. Im Jahr 2022 belegte der Name Rang 82 der Hitliste und wurde dabei an 101 Jungen vergeben. Von 1984 bis 2022 wurde er circa 31.900 Mal in der Namensgebung berücksichtigt.
Thomas kommt in der Schweiz regelmäßig in der Namensgebung vor, zwischen Ende der 1950er Jahre bis Mitte der 1980er Jahre zählte er zu den Top-10 Jungennamen. 1979 belegte er das letzte Mal den 1. Platz. Zwischen 1930 und 2022 wurde der Name etwa 52.400 Mal vergeben. Im Jahr 2022 stand er auf Rang 84 der Hitliste.
Zu Beginn des 20. Jahrhunderts wurde der Name Thomas [ˈtoː.mas] in Deutschland nur gelegentlich vergeben. Ab den 1940er Jahren gewann er an Popularität. Von 1953 bis 1984 (Ausnahme: 1983) zählte er zu den 10 meistgewählten Jungennamen des Landes. Dabei stand er elfmal an der Spitze der Hitliste. Insbesondere ab den 1990er Jahren sank die Beliebtheit des Namens, sodass er mittlerweile nur noch selten vergeben wird. Im Jahr 2023 stand er auf Rang 210 der beliebtesten Jungennamen des Landes. Dabei ist er vor allem in Bayern verbreitet. Die häufigste Kombination aus Vor- und Nachnamen in Deutschland ist Thomas Müller.

## Varianten

### Männliche Varianten
- Albanisch: Thoma
- Aramäisch: תְּאוֹמָא təʾōmāʾ
- Bulgarisch: Тома Toma
- Dänisch: Tamis, Tammes, Thomes, Thommas, Tommas
  - Diminutiv: Tom, Thams, Thoms, Toma, Massi
- Deutsch
  - Berndeutsch: Tömu, Thömu
  - Südniedersächsisch: Theumis
- Englisch
  - Diminutiv: Tom, Thom, Tommie, Tommy
- Estnisch: Toomas
- Färöisch: Tummas
- Finnisch: Tuomas, Tuomo, Toomas, Tåmas, Tuoma
  - Diminutiv: Tomi, Tommi, Tommo, Toma, Tuokko, Massi
- Galicisch: Tomé, Thomé
- Georgisch: თომა Toma
- Griechisch: Θωμᾶς Thōmâs
- Grönländisch: Tûmarse, Tuumarsi
  - Diminutiv: Tûma, Tuuma
- Irisch: Tomás
- Isländisch: Tómas, Tumas
- Italienisch: Tomaso, Tommaso
- Katalanisch: Tomàs
- Kirchenslawisch: Ѳѡма Thoma
- Kroatisch: Toma, Tomo
  - Diminutiv: Tomica
- Latinisiert: Tomasius
- Lettisch: Tomass, Toms
- Litauisch: Tomas
- Maorisch: Tamati
- Mazedonisch: Тома Toma
- Niederländisch
  - Diminutiv: Maas, Tom
- Norwegisch: Tomas, Thommas, Tommas, Thomæs, Tomes, Tommes
  - Diminutiv: Tom, Toma
- Polnisch: Tomasz
  - Diminutiv: Tomek
- Portugiesisch: Tomás, Tomé
- Rätoromanisch: Tumasch
- Rumänisch: Toma
- Russisch: Фома Foma
- Samisch: Duommá, Duomis, Dommá, Tuomma, Tåama
- Sardinisch: Tomasu, Tommasu
- Schottisch: Tavish, Tàmhas, Tòmas
  - Diminutiv: Tam
- Schwedisch: Tomas, Thommas, Tomes, Tommas, Tåmas
- Serbisch: Тома Toma
- Slowakisch: Tomáš
- Slowenisch: Tomaž
- Spanisch: Tomás
- Tschechisch: Tomáš
- Ungarisch: Tamás
  - Diminutiv: Tomi
- Walisisch: Tomos
  - Diminutiv: Tomi, Twm

### Weibliche Varianten
- Dänisch: Thoma, Toma, Thomasine
- Englisch: Tamsin, Tamsyn, Tamsen, Tamzen, Thomasina
  - Diminutiv: Tommie
- Finnisch: Tomina
- Italienisch: Tommasina
- Norwegisch: Tomine, Thoma, Toma, Tomina, Thomasine, Tomana
- Schwedisch: Tomina, Thomasine, Tomasa
- Spanisch: Tomasa

## Namenstage
Folgende Namenstage werden für Thomas gefeiert:
- 11. Januar: nach Thomas von Cori
- 28. Januar: nach Thomas von Aquin
- 22. Juni: nach Thomas Morus
- 3. Juli: nach dem Apostel Thomas (siehe auch: Thomas (Apostel)#Patronate und Gedenktage)
  - 21. Dezember (Thomastag): katholische Kirche bis 1969, evangelische Kirchen bis 2017; seitdem 3. Juli
  - 6. Oktober: orthodoxe Kirchen
  - Thomassonntag (Sonntag nach Ostern): orthodoxe Kirchen
- 25. Juli: nach Thomas von Kempen
- 29. Dezember: nach Thomas Becket

## Namensträger

### Einzelname
- Thomas, son of Ranulf, schottischer Adliger
- Thomas († 652/54), Bischof von East Anglia
- Thomas I., Patriarch von Konstantinopel (607–610), Heiliger
- Thomas (≈1193–1217), Graf von Le Perche
- Thomas († 1248), Bischof von Turku
- Thomas, Earl of Atholl († 1231), schottischer Magnat
- Thomas, 9. Earl of Mar, schottischer Adeliger
- Thomas I. († 1268), Bischof von Breslau
- Thomas II. († 1292), Bischof von Breslau
- Thomas I. (1239–1296), Markgraf
- Thomas I. von Aquino († 1251), Graf von Acerra, Regent von Sizilien
- Thomas III. (Thomas III. del Vasto; 1356–1416; Tomas d’Alderan), Markgraf
- Thomas I. (1177–1233), Graf (1189 bis 1233)
- Thomas II. (1199–1259), Graf (1253 bis 1259)

### Vorname

#### A
- Thomas von Absberg (1477–1531), fränkischer Raubritter
- Thomas Otto Achelis (1887–1967), deutscher Gymnasiallehrer, Historiker und Autor
- Thomas Albeck (1956–2017), deutscher Fußballspieler
- Thomas Anders (* 1963), deutscher Pop-Sänger
- Thomas d’Angleterre (bl. 1170), anglonormannischer Dichter
- Thomas von Aquin, Dominikaner, latein-europäischer Philosoph und katholischer Heiliger
- Thomas Arne (1710–1778), englischer Komponist
- Thomas Artsruni († 904/08), Historiker und geistlicher Gelehrter im Reich Vaspurakan, siehe Towma Arzruni
- Thomas Arundel (1353–1414), englischer Lordkanzler und Erzbischof von York und Canterbury

#### B
- Thomas Bach (* 1953), deutscher Jurist und Präsident des Internationalen Olympischen Komitees
- Thomas J. Barton (* 1940), US-amerikanischer Chemiker
- Thomas Bauer (* 1961), deutscher Arabist und Islamwissenschaftler
- Thomas E. Bauer (* 1970), deutscher Bariton
- Thomas Bayes (um 1701–1761), englischer Pfarrer und probabilistischer Philosoph
- Thomas Becket (1118–1170), englischer Lordkanzler und Erzbischof von Canterbury
- Thomas Behm (* 19??), österreichischer Bergsteiger
- Thomas Bérard († 1273), Großmeister des Templerordens
- Thomas Bernhard (1931–1989), österreichischer Schriftsteller
- Thomas Berthold (* 1964), deutscher Fußballspieler
- Thomas Bestvater (* 1958), Schweizer Schauspieler
- Thomas Bocchimpani (* 2000), italienischer Popsänger
- Thomas Boller (* 1958), deutscher Astrophysiker
- Thomas Bourchier (1404–1486), Erzbischof von Canterbury, Lordkanzler und Kardinal
- Thomas Bourchier († 1491), englischer Adliger
- Thomas Bourgin (1986–2013), französischer Motorradrennfahrer
- Thomas Braun (Pädagoge) (1814–1906), belgischer Pädagoge deutscher Herkunft
- Thomas Braun (Theologe) (Pseudonym Peter Paul Frank; 1815–1864), deutscher Theologe und Schriftsteller
- Thomas Braun (Schriftsteller) (1876–1961), belgischer Jurist und Schriftsteller
- Thomas Braun (Mediziner) (* 1961), deutscher Mediziner und Biochemiker
- Thomas Braun (Chemiker) (* 1968), deutscher Chemiker und Hochschullehrer
- Thomas Braun (General), deutscher General der Bundeswehr
- Thomas Breyer-Mayländer (* 1971), deutscher Wirtschaftswissenschaftler und Hochschullehrer
- Thomas Brezina (* 1963), österreichischer Kinderbuchautor und Fernsehmoderator
- Thomas Brodie-Sangster (* 1990), britischer Schauspieler
- Thomas Broich (* 1981), ehemaliger deutscher Fußballspieler
- Thomas Brussig (* 1964), deutscher Schriftsteller und Drehbuchautor
- Thomas Bucheli (* 1961), Schweizer Meteorologe und Fernsehmoderator
- Thomas Bührer (* 1968), Schweizer Orientierungsläufer
- Thomas Burhenne (* 1953), deutscher Skulpteur
- Thomas Burke (1875–1929), US-amerikanischer Leichtathlet

#### C
- Thomas von Cantimpré (1201–1270/72), Theologe, Naturforscher und Enzyklopädist
- Thomas von Capua (≈1185–1239), päpstlicher Diplomat, Kardinal, 1215 bis 1216 Elekt von Neapel
- Thomas von Celano (1190–1260), Franziskaner und Chronist
- Thomas de Choisy, Marquis de Moigneville (1632–1710), Gouverneur der Stadt Saarlouis
- Thomas Cook (1808–1892), britischer Tourismus-Pionier
- Thomas de Coucy (≈1073–1130), Herr von Coucy, Marle, Vervins, Pinon, La Fère und Boves
- Thomas Cranmer (1489–1556), Erzbischof von Canterbury (1533 bis 1556)
- Thomas Cromwell (≈1485–1540), englischer Staatsmann
- Thomas Matthew Crooks (2003–2024), US-amerikanischer Attentäter

#### D
- Thomas Danneberg (1942–2023), deutscher Schauspieler und Synchronsprecher
- Thomas Darmo (1904–1969), Katholikos-Patriarch der ostsyrischen „Kirche des Ostens“
- Thomas De Monaco (* 1961), Schweizer Fotograf und Regisseur
- Thomas Denman (1874–1954), Generalgouverneur Australiens
- Thomas Deuster (* 1964), deutscher Basketballspieler und Sportmanager
- Thomas Deuster (* 1971), deutscher Bauingenieur, Kartograf und Sachbuchautor
- Thomas Doll (* 1966), deutscher Fußballspieler und -trainer
- Thomas Dörflein (1963–2008), deutscher Tierpfleger
- Thomas Dormandy (1926–2013), britischer Mediziner und Medizinhistoriker
- Thomas Drach (* 1960), deutscher Krimineller
- Thomas Dürr, eigentlicher Name von Thomas D (* 1968), deutscher Musiker
- Thomas Dürr (* 1978), liechtensteinischer Bobfahrer

#### E
- Thomas Alva Edison (1847–1931), US-amerikanischer Erfinder
- Thomas Emmerling (* 1963), deutscher Kunstsammler
- Thomas von Erfurt (bl. 1300), deutscher Sprachtheoretiker
- Thomas Erle (1952), deutscher Schriftsteller

#### F
- Thomas Faust (* 1963), deutscher Sozialökonom
- Thomas Felder (* 1953), deutscher Mundartdichter und Liedermacher
- Thomas Franke (* 20. Jahrhundert), deutscher Sänger
- Thomas Franke (* 1988), deutscher Fußballspieler
- Thomas Freitag (* 1950), deutscher Kabarettist
- Thomas Freudensprung (1965–2011), österreichischer Schauspieler
- Thomas von Frignano (≈1305–1381), franziskanischer Generalminister, Patriarch von Grado und Kardinal
- Thomas Fritsch (Schauspieler) (1944–2021), deutscher Schauspieler und Synchronsprecher
- Thomas Fritsch (Archäologe) (* 1962), deutscher Archäologe
- Thomas Fritzsching (* 1949), deutscher Musiker und Gitarrist
- Thomas Fyfe (1870–1947), neuseeländischer Bergsteiger

#### G
- Thomas Gabriel (* 1957), deutscher Kirchenmusiker
- Thomas Gallus (auch Thomas von St. Viktor oder Thomas von Vercelli; 1190–1246), französischer Philosoph und Scholastiker
- Thomas Gäßler (* 1962), deutscher Schauspieler
- Thomas Geissmann (* 1957), Schweizer Primatologe
- Thomas Gesterkamp (* 1957), deutscher Sozial- und Politikwissenschaftler, Journalist und Autor
- Thomas Gil (* 1954), deutscher Philosoph
- Thomas Gillier (* 2004), chilenischer Fußballspieler
- Thomas Gleixner (* 1962), deutscher Programmierer
- Thomas Godoj (* 1978), deutscher Rock- und Popsänger und Gewinner der fünften Staffel von Deutschland sucht den Superstar
- Thomas Gottschalk (* 1950), deutscher Entertainer
- Thomas Gradinger (* 1996), österreichischer Motorradrennfahrer
- Thomas Grant Gustin (* 1990), US-amerikanischer Schauspieler, siehe Grant Gustin
- Thomas Greilinger (* 1981), deutscher Eishockeyspieler
- Thomas Gumpert (1952–2021), deutscher Schauspieler

#### H
- Thomas Haas (* 1978), deutscher Tennisspieler, siehe Tommy Haas
- Thomas Haffa (* 1952), deutscher Medienunternehmer
- Thomas Hansen (1976–2007), norwegischer Musiker
- Thomas Harris (* 1940), US-amerikanischer Schriftsteller
- Thomas Cuthbert Harrison (1906–1981), britischer Formel-1-Rennfahrer, siehe Cuth Harrison
- Thomas von Harqel (Ende 6. / Anfang 7. Jahrhundert), syrisch-orthodoxer („jakobitischer“) Bischof von Mabbug (heute: Manbidsch)
- Thomas Hartmann (* 1950), deutscher Maler
- Thomas Häßler (* 1966), deutscher Fußballspieler
- Thomas von Heesen (* 1961), deutscher Fußballspieler und -trainer
- Thomas Hein (* 1966), deutscher Snookerspieler und -trainer
- Thomas Heinze (* 1964), deutsch-amerikanischer Schauspieler
- Thomas Heise (1955–2024), deutscher Dokumentarfilmer und Theaterregisseur
- Thomas M. Held (* 1972), deutsch-österreichischer Schauspieler
- Thomas Albin von Helfenburg († 1575), Bischof von Olmütz
- Thomas Helly (* 1990), österreichischer Fußballspieler
- Thomas Helmer (* 1965), deutscher Fußballspieler
- Thomas Helsloot (* 1984), niederländischer DJ und Musikproduzent, siehe Helsloot (Musiker)
- Thomas Hermanns (* 1963), deutscher Entertainer
- Thomas Hettegger (* 1994), österreichischer Skirennläufer
- Thomas Hitzlsperger (* 1982), deutscher Fußballspieler
- Thomas Hobbes (1588–1679), englischer Staatstheoretiker und Philosoph
- Thomas Höltschl (* 1990), österreichischer Fußballspieler
- Thomas Holtzmann (1927–2013), deutscher Schauspieler
- Thomas McKenny Hughes (1832–1917), britischer Geologe und Paläontologe

#### I
- Thomas von Ibelin (≈1176–1188), Herr von Ramla und Mirabel
- Thomas Idel (* 2000), deutscher Fußballspieler
- Thomas Iftner (* 1958), deutscher Virologe
- Thomas Ihle (* 1974), deutscher Entomologe und Zoologe
- Thomas Ihre (1659–1720), schwedischer Theologe
- Thomas Ihringer (1953–2015), deutscher Mathematiker
- Thomas Ilka (* 1965), deutscher Volkswirt
- Thomas Illi (* 1957), Schweizer Publizist und Sachbuchautor
- Thomas Imbach (* 1962), Schweizer Filmemacher
- Thomas Imbusch (* 1987), deutscher Koch
- Thomas Imdahl (* 1970), deutscher Eishockeyspieler

#### J
- Thomas Jonathan Jackson („Stonewall“; 1824–1863), General der Konföderierten Staaten von Amerika
- Thomas Jäger (* 1960), deutscher Politikwissenschaftler
- Thomas Jefferson (1743–1826), 3. US-Präsident

#### K
- Thomas Kahlenberg (* 1983), dänischer Fußballspieler
- Thomas Kalinowski (1936–2020), US-amerikanischer Snooker- und Poolbillardspieler sowie Billardfunktionär und -trainer, siehe Tom Kollins
- Thomas Kaminski (* 1992), belgischer Fußballtorwart
- Thomas Karaoglan (* 1993), deutscher Popsänger
- Thomas Kausch (* 1963), deutscher Journalist und Fernsehmoderator
- Thomas Kemmerich (* 1965), deutscher Politiker (FDP)
- Thomas von Kempen (≈1380–1471), deutscher Ordensmann und geistlicher Schriftsteller
- Thomas Kirchhoff (* 1960), deutscher Gitarrist und Hochschullehrer
- Thomas Kläsener (* 1976), deutscher Fußballspieler
- Thomas Klestil (1932–2004), österreichischer Politiker, Bundespräsident
- Thomas Klingebiel (* 1955), deutscher Historiker
- Thomas Klotz (* 1980), deutscher Musicaldarsteller und Fernsehmoderator
- Thomas Klug (* 1966), deutscher Fernsehmoderator und Nachrichtensprecher
- Thomas Koch (* 1971), deutscher Schauspieler
- Thomas Koch (* 1984), deutscher Schauspieler
- Thomas König (* 1963), deutscher Handballspieler und -trainer
- Thomas Komnenos Dukas Angelos (1288–1318), Despot von Epiros
- Thomas Körner (* 1960), alias ©TOM, deutscher Cartoonist
- Thomas Köves-Zulauf (1923–2022), deutscher Klassischer Philologe und Religionswissenschaftler
- Thomas Krefeld (* 1955), deutscher Romanist und Hochschullehrer
- Thomas Krohne (* 1962), deutscher Sportfunktionär und Unternehmer
- Thomas Kron (* 1970), deutscher Soziologe und Hochschullehrer

#### L
- Thomas of Lancaster (1388–1421), Prinz des englischen Königshauses
- Thomas Lang (Chorleiter) (* 1958), deutscher Chorleiter
- Thomas Lang (Schauspieler) (* 1958), deutscher Schauspieler
- Thomas Lang (Schriftsteller) (* 1967), deutscher Schriftsteller
- Thomas Lang (Schriftsteller, 1968) (* 1968), deutscher Schriftsteller
- Thomas Lang (Schlagzeuger) (* 1967), österreichischer Schlagzeuger
- Thomas Lang (Politiker) (* 1973), deutscher Politiker (FW), Bürgermeister von Lauf an der Pegnitz
- Thomas Lang (Leichtathlet) (* 1975), deutscher Ultraläufer
- Thomas Lang-von Wins (1963–2012), deutscher Psychologe und Hochschullehrer
- Thomas John Lang (* 1987), US-amerikanischer Footballspieler, siehe T. J. Lang
- Thomas Lange (* 1964), deutscher Ruderer, Olympiasieger, Weltmeister und Chirurg
- Thomas Langhoff (1938–2012), deutscher Theaterregisseur und Intendant
- Thomas Lechner (* 1985), österreichischer Fußballspieler
- Thomas Lemmer (* 1977), deutscher Musikproduzent und Komponist
- Thomas Lenk (1933–2014), deutscher Grafiker und Bildhauer
- Thomas Limberger (* 1967), deutscher Industriemanager und Investor
- Thomas Francis Little (1925–2008), australischer Erzbischof von Melbourne
- Thomas Loidl (* 1964), österreichischer Diplomat
- Thomas Lüthi (* 1986), Schweizer Motorrad-Straßenrennfahrer

#### M
- Thomas de Maizière (* 1954), deutscher Politiker (CDU)
- Thomas Robert Malthus (1766–1834), britischer Pfarrer, Nationalökonom und Sozialphilosoph
- Thomas „Tom“ Marchese (* 1987), US-amerikanischer Pokerspieler
- Thomas Martiens (* 1982), deutscher Executive Producer, Podcaster und Musiker
- Thomas May (1595–1650), englischer Dichter und Historiker
- Thomas May (* 1959), deutscher American-Football-Spieler
- Thomas May (* 1975), österreichischer Moderator
- Thomas Mehtala (* 1974), schwedischer Poolbillardspieler
- Thomas Meinertz (* 1944), deutscher Kardiologe und Hochschullehrer
- Thomas Meinhardt (* 1953), deutscher Schauspieler und Hörbuchleser
- Thomas Meißner (* 1991), deutscher Fußballspieler
- Thomas Merton (1915–1968), amerikanischer Trappist, Mystiker und Autor
- Thomas Metscher (* 1934), deutscher Literaturwissenschaftler und Philosoph
- Thomas Meuser (* 1961), deutscher Wirtschaftswissenschaftler, Hochschullehrer
- Thomas Middelhoff (* 1953), deutscher Manager
- Thomas „Tommy“ Milton (1893–1962), US-amerikanischer Automobilrennfahrer
- Thomas Mohr (* 1961), deutscher Opern- und Konzertsänger, Hochschullehrer
- Thomas Mohrs (* 1961), deutscher Philosoph und Hochschullehrer
- Thomas Morgenstern (* 1986), österreichischer Skispringer und Olympiasieger
- Thomas Morus (1478–1535), englischer Humanist, Heiliger
- Thomas Mühlöcker (* 1987), österreichischer Pokerspieler
- Thomas Müller (* 1989), deutscher Fußballspieler
- Thomas von Münch (1723–1758), deutscher Adliger, Schlossherr und Jurist
- Thomas Müntzer (1489–1525), deutscher Theologe und Revolutionär
- Thomas Muster (* 1967), österreichischer Tennisspieler

#### N
- Thomas Nader (* 1959), österreichischer Diplomat
- Thomas Natschinski (* 1947), deutscher Komponist und Sänger
- Thomas Neger (* 1971), deutscher Fastnachtssänger
- Thomas Neuhaus (* 1961), deutscher Komponist, Musikinformatiker, Hochschullehrer
- Thomas von Neumarkt OPraem (auch: Thomas von Sarepta; 1297–1378), Titularbischof von Sareptensis und Weihbischof in Breslau
- Thomas Newman (* 1955), US-amerikanischer Komponist von Filmmusik
- Thomas Nobis (1943–2017), US-amerikanischer American-Football-Spieler, siehe Tommy Nobis
- Thomas Nöske (* 1969), deutscher Autor und Kulturkritiker

#### O
- Thomas Oberreiter (* 1966), österreichischer Diplomat
- Thomas Ohrner (* 1965), deutscher Schauspieler, Synchronsprecher und Moderator
- Thomas Oppenheimer (* 1988), deutscher Eishockeyspieler
- Thomas Oppermann (1931–2019), deutscher Rechtswissenschaftler
- Thomas Oppermann (1954–2020), deutscher Politiker (SPD)

#### P
- Thomas Paine (1737–1809), US-amerikanischer Schriftsteller (Common Sense (Pamphlet))
- Thomas Panke (* 1980), deutscher Webvideoproduzent, bekannt als „Held der Steine“
- Thomas Percy (1729–1811), englischer Dichter und anglikanischer Bischof
- Thomas Pregel (* 1977), deutscher Schriftsteller und Lektor

#### Q
- Thomas Quasthoff (* 1959), deutscher Opernsänger

#### R
- Thomas Resetarits (1939–2022), österreichischer Bildhauer
- Thomas Reußenzehn (1955–2022), deutscher Elektroingenieur, Entwickler und Hersteller von Röhrenverstärkern
- Thomas Robinson (≈1560–1609?), englischer Lautenist und Komponist
- Thomas Rohloff (* 1961), deutscher Schauspieler
- Thomas Roth (* 1951), deutscher Journalist und Moderator
- Thomas Roth-Berghofer (* 1967), deutscher Informatiker, Hochschullehrer und Schriftsteller
- Thomas Rühmann (* 1955), deutscher Schauspieler

#### S
- Thomas Saalfeld (* 1960), deutscher Politikwissenschaftler, Hochschullehrer
- Thomas Sackville, 1. Earl of Dorset (1536–1608), englischer Staatsmann, Dramatiker und Dichter
- Thomas Schaaf (* 1961), deutscher Fußballtrainer und ehemaliger Fußballspieler
- Thomas Schmidt (1957–2019), deutscher Hörfunkmoderator
- Thomas Schöne (* 1967), Bürgermeister von Warstein
- Thomas Schrammel (* 1987), österreichischer Fußballspieler
- Thomas Schöning (unbekannt–1539), deutscher Geistlicher, Erzbischof von Riga
- Thomas Sehl (* 1963), deutscher Sänger, Autor, Regisseur und Clubbetreiber, siehe Schorsch Kamerun
- Thomas Sivertsson (* 1965), schwedischer Handballspieler und Handballtrainer
- Thomas der Slawe († 823), von 821 bis zu seinem Tod byzantinischer Gegenkaiser
- Thomas Spahn (* 1957), deutscher Fernsehmoderator und Journalist
- Thomas Steg (* 1960), deutscher Politik- und Kommunikationsberater und Cheflobbyist der Volkswagen AG
- Thomas Stelzer (Diplomat) (* 1955), österreichischer Diplomat
- Thomas Stelzer (Musiker) (* 1964), deutscher Musiker
- Thomas Stelzer (Politiker) (* 1967), Landeshauptmann von Oberösterreich
- Thomas Stelzer (Basketballspieler) (* 1981), österreichischer Basketballfunktionär und -spieler
- Thomas Stipsits (* 1983), österreichischer Kabarettist und Schauspieler
- Thomas von Stítné (≈1331–≈1401), böhmischer Philosoph
- Thomas Straubhaar (* 1957), Schweizer Volkswirtschaftler
- Thomas Strickland, englischer Ritter
- Thomas Strobl (* 1960), deutscher Politiker (CDU)
- Thomas Strunz (* 1968), deutscher Fußballspieler
- Thomas Such (* 1963), Sänger der Band SODOM
- Thomas Stühlmeyer (* 1964), deutscher Pastoraltheologe

#### T
- Thomas Tuchel (* 1973), deutscher Fußballtrainer
- Thomas Thurnbichler (* 1989), österreichischer Skispringer

#### U
- Thomas Überall (* 1959), österreichischer Freestyle-Skier

#### V
- Thomas Vanek (* 1984), österreichischer Eishockeyspieler, der erfolgreich in der NHL spielt
- Thomas von Villach (1435/40–1523/29), österreichischer Maler
- Thomas Voeckler (* 1979), französischer Radsportler

#### W
- Thomas Wagner (1976–2023), österreichischer Fußballspieler
- Thomas Wayne (1940–1971), US-amerikanischer Rockabilly- und Pop-Sänger
- Thomas Welskopp (1961–2021), deutscher Historiker und Hochschullehrer
- Thomas von Wickede (1470–1527), Bürgermeister der Hansestadt Lübeck
- Thomas von Wickede (1646–1716), Bürgermeister der Hansestadt Lübeck
- Thomas Witzmann (1958–2025), deutscher Musiker und Komponist
- Thomas Weller (* 1980), deutscher Fußballspieler
- Thomas Wessinghage (* 1952), deutscher Leichtathlet
- Thomas Wolsey (um 1475–1530), englischer Staatsmann, römisch-katholischer Erzbischof von York und Kardinal
- Thomas of Woodstock (1355–1397), Herzog von Gloucester
- Thomas Woschitz (* 1968), österreichischer Regisseur

#### Z
- Thomas Zickler (1964–2019), deutscher Filmproduzent, siehe Tom Zickler

### Als zweiter Vorname
- Daniel Thomas Murphy (* 1985), US-amerikanischer Baseballspieler, siehe Daniel Murphy (Baseballspieler)
- Dieter Thomas Heck (1937–2018), deutscher Showmaster, Entertainer und Schauspieler
- Dieter Thomas Kuhn (* 1965), deutscher Musiker